# 保田与天
保田 与天（やすだ よてん、1889年（明治22年）月日 - 1969年（昭和44年）1月9日）は、和歌山県出身のゴルファー、ゴルフ場設計者。

## 人物
保田与天は、1889年（明治22年）、和歌山県に生まれ、1917年（大正6年）、東京高等工業学校建築科（現・東京工業大学）を卒業した。卒業後、米国実費精算式請負法の研究などの仕事についていた。
その後、大倉土木（現・大成建設株式会社）に入社した保田与天は、1923年（大正12年）に、満州撫順に着任した。この時、ゴルフコースを造ったことがゴルフとの関わりとなった。また、「宝塚ゴルフ倶楽部」所属の村木章プロ（福井覚治プロの甥）にレッスンを受け、満州の「星ヶ浦ゴルフ場」のクラブ選手権や宝塚ゴルフ倶楽部で優勝した。
1929年（昭和4年）、帰国後、宝塚ゴルフ倶楽部のメンバーとなり、同クラブのクラブチャンピオンになった。1933年（昭和8年）、関東州大連の星ヶ浦ゴルフ場のメンバーとなり、小野光一からゴルフを習った。その時、クラブ選手権を2連覇し、1934年（昭和9年）、宝塚ゴルフ倶楽部のクラブ選手権にも優勝した。
勤めていた大成建設株式会社を退職し、選手も引退後、1946年（昭和21年）よりコース設計家の道を歩むことになる。1960年（昭和35年）、三重県三重郡菰野町の「三重カンツリークラブ」の隣接地に住まいを構え、コース管理や経営の指導を行っている。保田与天が設計したコースは7コースある。 
保田与天のコース設計は、周囲の山々の借景を巧みに利用して、自然のままの傾斜を生かした、個性的なコース設計が特徴である。コースは、それぞれが個性的でプレーに変化をもたらしている、代表的なホール三重カンツリークラブの12番ホールは、正面に鈴鹿山脈の御在所岳がそびえ、迫力あるホールである。

## 主な設計コース
- 1952年（昭和27年）
  - 「芦屋カンツリー倶楽部」兵庫県芦屋市
  - 「福岡カンツリー倶楽部・和白コース」福岡県福岡市
  - 「くまもと阿蘇カントリークラブ・湯の谷コース」熊本県南阿蘇村
- 1957年（昭和32年）
  - 「霧島ゴルフクラブ」鹿児島県霧島市
- 1960年（昭和35年）
  - 「三重カンツリークラブ」三重県三重郡菰野町
  - 「有馬カンツリー倶楽部」兵庫県三田市
- 1965年（昭和40年）
  - 「浜松カントリークラブ」静岡県浜松市

## 保田与天の設計図
- 「有馬カンツリー倶楽部」 - 「有馬ゴルフ場全望 昭和三十四年五月」、有馬カンツリー倶楽部史 オープンから半世紀を超えて目指すものは、2021年5月7日閲覧

## エピソード
- 保田与天は建築家らしく絵心があった、ゴルフ場の俯瞰レイアウト図を自ら描いたので、井上誠一が唯一感心したコース設計家という伝説が残されている[3]。
- 保田与天の「与天」は珍しい名前だが、これは俳号で、『与』は「あたえる」「あずかる」という意味があり、また「一緒に力を合わす」「仲間になる」の意味もある。 おそらく、与天とは、天との一体化、「世界のあらゆる自然との融合」のニュアンスであったと考えられている[2]。

## 脚註
1. 1 2 3 4 5 6 7 8 9 10 11 12  『美しい日本のゴルフコース BEAUTIFUL GOLF CULTURE IN JAPAN 日本のゴルフ110年記念 ゴルフは日本の新しい伝統文化である』、ゴルフダイジェスト社「美しい日本のゴルフコース」編纂委員会編、「自然のハザードを利用し、ゴルファーの征服する努力と興味を高めた」、東京 ゴルフダイジェスト社、2013年12月、2021年3月3日閲覧
2. 1 2  「有馬カンツリー倶楽部」、プレスリリース、2021年3月3日閲覧
3. ↑  『美しい日本のゴルフコース BEAUTIFUL GOLF CULTURE IN JAPAN 日本のゴルフ110年記念 ゴルフは日本の新しい伝統文化である』、ゴルフダイジェスト社「美しい日本のゴルフコース」編纂委員会編、「自然のハザードを利用し、ゴルファーの征服する努力と興味を高めた」、東京 ゴルフダイジェスト社、2013年12月、2021年3月3日閲覧

## 著書
- 『芦屋の十年 1952-1962』、「芦屋の人柱 保田与天」、芦屋 芦屋カンツリー倶楽部、1963年、2021年3月3日閲覧

## 関連文献
- 『美しい日本のゴルフコース BEAUTIFUL GOLF CULTURE IN JAPAN 日本のゴルフ110年記念 ゴルフは日本の新しい伝統文化である』、ゴルフダイジェスト社「美しい日本のゴルフコース」編纂委員会編、「自然のハザードを利用し、ゴルファーの征服する努力と興味を高めた」、東京 ゴルフダイジェスト社、2013年12月、2021年3月3日閲覧